# Tour France
A Tour France felhőkarcoló a párizsi La Défense negyedben, Puteaux-ban. 
A Ile-de-France második legmagasabb lakóépülete: a legmagasabb a Tour Défense 2000.
Az építkezés alatt Gilbert Bécaud énekes daruval emeltette a legfelső emeletre a zongoráját a tető megépítése előtt; az emelés során Bécaud maga is a zongorával tartott.